# ピーター・セラーズ
ピーター・セラーズ, CBE（Peter Sellers, 1925年9月8日 - 1980年7月24日）は、イギリスのコメディアン、喜劇俳優。
イギリスのハンプシャー、サウスシー生まれ。本名はリチャード・ヘンリー・セラーズ（Richard Henry Sellers）。

## 生涯

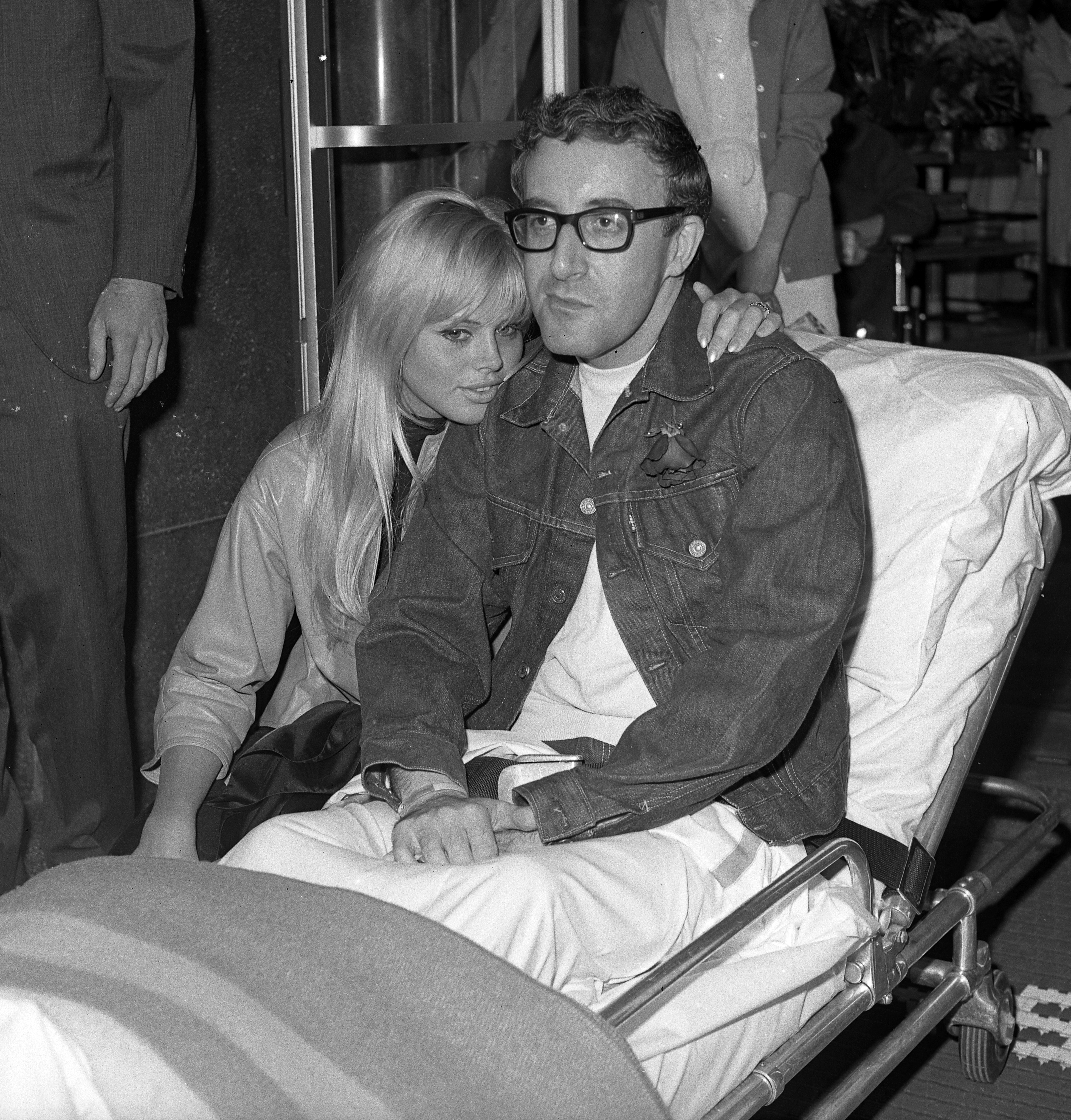
セラーズと妻のブリット・エクランド（1964年）

幼少時から両親に、死産した兄の名前である「ピーター」と呼ばれていた。両親共に芸人で、2歳で初舞台を踏んだ。ダンスのほか、ウクレレやバンジョーなど楽器の演奏にも才能を現し、ジャズバンドのドラマーとして公演旅行も行った。また、ウィンドミル・シアターに出演したことでも知られている。
第二次世界大戦中にイギリス空軍に入隊し、終戦までに兵長に昇任した。慰問の任務で芝居をしていたほか、任務の合間に上官の物真似をしていたことが、後の演技に役立ったようである。映画『ピーター・セラーズのマ☆ウ☆ス』や『博士の異常な愛情 または私は如何にして心配するのを止めて水爆を愛するようになったか』では一人三役を演じ、『Soft Beds, Hard Battles（VHSタイトル『これがピーター・セラーズだ!/艶笑・パリ武装娼館』／DVDタイトル『マダム・グルニエのパリ解放大作戦』）』に至ってはナレーターを含めて実に7役に扮する怪演をみせるなど、作品ごとに声や発音を使い分け、フランス人・イタリア人・インド人・中国人・日本人ほか、様々な国のキャラクターを巧みに演じ分けて、観客の笑いと感嘆、そして天才の名を得た。
成功は比較的遅かった。あるテレビプロデューサーと話をしたいが為に、当時有名だったコメディアンケネス・ホーンの声帯模写をして電話をかけたという。その後、BBCラジオの『ザ・グーン・ショー』に出演することになり、スパイク・ミリガン、ハリー・シーカム、マイケル・ベンティンらのコメディアン達と共に人気を得て、後に黎明期のテレビへも進出することとなる。
1950年に映画初出演。1956年の『マダムと泥棒』でコメディアンとしての評価を得る。1959年にはイーリング・スタジオ製作の喜劇に出演した。
1963年に公開された『ピンクの豹』で演じたクルーゾー警部は脇役であったが、主役を食うほどの抱腹絶倒の演技で一躍話題となり、クルーゾー警部を主役に据えて制作された『ピンク・パンサー』シリーズで、世界に名を馳せる俳優となった。1964年にはスタンリー・キューブリック監督の、東西冷戦と恐怖の均衡を風刺したブラック・コメディ映画『博士の異常な愛情』にて、気弱なイギリス空軍将校、真面目なアメリカ大統領、大統領顧問を務める元ナチ科学者の三役を演じ、アカデミー主演男優賞に初ノミネートされ、1979年公開の『チャンス』でも二度目のアカデミー主演男優賞のノミネート、更にはゴールデングローブ賞 主演男優賞（ミュージカル・コメディ部門）を受賞した。
1980年夏に、心臓発作のため54歳で急逝。39歳で大きな心臓発作に襲われて以降、ペースメーカーを装着していた。彼の死後に公開された『ピンク・パンサーX』は、未公開フイルムをつなぎ合わせたオマージュ的作品である。公開順では『天才悪魔フー・マンチュー』（怪人フー・マンチュー博士と彼を追うネイランド・スミス卿の二役を演じた）が後であるが、撮影順による最後の作品は1979年公開の『チャンス』であり、同作が遺作となる。また、ジョージ・マーティンのプロデュースでＥＭＩから多数の歌やコントのレコードをリリースしビートルズの熱狂的ブームの時にはビートルズをネタにしたレコードもリリースした。

## 主な出演作品
| 公開年 | 邦題 原題 | 役名 | 備考                                   |
| ------ | --- | --- | -------------------------------------- |
| 1955   | マダムと泥棒 The Ladykillers | ハリー |                                        |
| 1957   | ピーター・セラーズの地上最小のショウ The Smallest Show on Earth                                                                                        | パーシー・クイル |                                        |
| 1957   | 赤裸々な事実 The Naked Truth | ソニー・マグレガー |                                        |
| 1958   | 転覆騒動 Up the Creek | ドハーティ |                                        |
| 1958   | 親指トム Tom Thumb | アンソニー |                                        |
| 1959   | ピーター・セラーズのマ☆ウ☆ス The Mouse That Roared | Grand Duchess Gloriana XII / Prime Minister Count Rupert of Mountjoy / Tully Bascombe                                                                            |                                        |
| 1959   | ピーター・セラーズの 労働組合宣言!! I'm All Right Jack                                                                                                 | フレッド・カイト／ジョン・ケナウェイ卿 | 英国アカデミー賞男優賞 受賞            |
| 1960   | 泥棒株式会社 Two Way Stretch | ドジャー・レイン |                                        |
| 1960   | 喰いついたら放すな Never Let Go | ライオネル・メドウズ |                                        |
| 1960   | 求むハズ The Millionairess | Dr. Ahmed el Kabir |                                        |
| 1962   | ワルツ・オブ・ザ・トレアドールズ Waltz of the Toreadors                                                                                                | レオ・フィッツジョン |                                        |
| 1962   | ミサイル珍道中 The Road to Hong Kong | インド人神経学者 | クレジットなし                         |
| 1962   | ロリータ Lolita | クレア・キルティ |                                        |
| 1962   | トライアル・アンド・エラー The Dock Brief | ウィルフレッド・モーゲンホール |                                        |
| 1963   | 新・泥棒株式会社 The Wrong Arm of the Law | パーリー・ゲイツ |                                        |
| 1963   | ヘブンズ・アバーブ Heavens Above! | ジョン・スモールウッド |                                        |
| 1963   | ピンクの豹 The Pink Panther | ジャック・クルーゾー警部 |                                        |
| 1964   | 博士の異常な愛情 または私は如何にして心配するのを止めて水爆を愛するようになったか Dr. Strangelove or：How I Learned to Stop Worrying and Love the Bomb | ライオネル・マンドレイク大佐／マーキン・マフリー大統領／ストレンジラブ博士                                                                                       |                                        |
| 1964   | マリアンの友だち The World of Henry Orient | ヘンリー・オリエント |                                        |
| 1964   | 暗闇でドッキリ A Shot in the Dark | ジャック・クルーゾー |                                        |
| 1965   | 何かいいことないか子猫チャン What's New Pussycat? | フリッツ・ファスベンダー博士 |                                        |
| 1966   | 紳士泥棒 大ゴールデン作戦 Caccia alla volpe | |                                        |
| 1967   | 007 カジノ・ロワイヤル Casino Royale | イヴリン・トレンブル／ジェームズ・ボンド |                                        |
| 1967   | 女と女と女たち Woman Times Seven | ジャン |                                        |
| 1967   | 無責任恋愛作戦 The Bobo | Juan Bautista |                                        |
| 1968   | パーティ The Party | Hrundi V. Bakshi |                                        |
| 1968   | 太ももに蝶 I Love You, Alice B. Toklas | ハロルド |                                        |
| 1970   | マジック・クリスチャン The Magic Christian | ガイ・グランド | 脚本・出演                             |
| 1972   | 不思議の国のアリス Alice's Adventures in Wonderland | 3月ウサギ |                                        |
| 1973   | ピーター・セラーズのおとぼけパイレーツ Ghost in the Noonday Sun                                                                                        | ディック・スクラッチャー |                                        |
| 1973   | 別れの街角 The Optimists of Nine Elms | サム |                                        |
| 1974   | マダム・グルニエのパリ解放大作戦（VHSタイトル：これがピーター・セラーズだ!/艶笑・パリ武装娼館） Soft Beds, Hard Battles                                | ラトゥール仏将軍 / ロビンソン英軍少佐 / シュレーダー・ゲシュタポ長官 / アドルフ・ヒトラー総統 / 大日本帝国皇太子キョート殿下 / フランス共和国大統領 / ナレーター |                                        |
| 1975   | ピンク・パンサー2 The Return of the Pink Panther | ジャック・クルーゾー警部 |                                        |
| 1976   | 名探偵登場 Murder by Death | シドニー・ウォン |                                        |
| 1976   | ピンク・パンサー3 The Pink Panther Strikes Again | ジャック・クルーゾー警部 |                                        |
| 1978   | ピンク・パンサー4 The Revenge of the Pink Panther | ジャック・クルーゾー警部 |                                        |
| 1979   | ゼンダ城の虜 The Prisoner of Zenda | Rudolf IV / Rudolf V / Syd Frewin |                                        |
| 1979   | チャンス Being There | チャンス | ゴールデングローブ賞 主演男優賞        |
| 1980   | 天才悪魔フー・マンチュー The Fiendish Plot of Dr. Fu Manchu                                                                                            | フー・マンチュー | 脚本・出演・共同監督（クレジットなし） |
| 1982   | ピンク・パンサーX Trail of the Pink Panther | ジャック・クルーゾー警部 | 未公開映像の流用で出演                 |

## 伝記映画
- 『ライフ・イズ・コメディ! ピーター・セラーズの愛し方』 The Life and Death of Peter Sellers （2004年）

## 音楽
セラーズはいくつかのコメディ・シングルおよびアルバムをリリースしている。その多くはジョージ・マーティンによってプロデュースされた。
- Any Old Iron （1957年）
- Bangers and Mash （1961年）
- A Hard Day's Night （1965年）（1993年）
- Goodness Gracious Me （1960年）